# Prescott Valley
Prescott Valley – miasto w stanie Arizona, w hrabstwie Yavapai, w Stanach Zjednoczonych. Największe miasto hrabstwa Yavapai. W latach 2010–2020 populacja wzrosła o 20,5% do 46,8 tys. mieszkańców. 